# Giulia Cafiero
Giulia Cafiero (Roma, 26 ottobre 1980) è una pentatleta italiana.

## Palmarès
In carriera ha conseguito i seguenti risultati:
- Europei

Usti nad Labem 2003: argento nel pentathlon moderno staffetta a squadre.